# Michael Kamen
Michael Arnold Kamen (Nueva York, EUA; 15 de abril de 1948 - Londres, Inglaterra; 18 de noviembre de 2003) fue un compositor musical, arreglista y músico de sesión estadounidense. Especializado en componer música y arreglos orquestales para bandas sonoras de películas y eventos en vivo. Siendo sus obras más conocidas la música de las películas Arma mortal, Duro de Matar, Robin Hood, Don Juan DeMarco, X-Men, entre otras.
Fue miembro fundador del grupo de rock psicodélico, The New York Rock & Roll Ensemble. A colaborado con bandas y artistas de la escena rock, como Aerosmith, Pink Floyd, David Gilmour, Roger Waters, Queen (orquestó «Who Wants to Live Forever»), Eric Clapton, David Bowie, Herbie Hancock, Def Leppard, Bryan Adams, Bon Jovi, Tom Petty. En la escena del Heavy metal es principalmente reconocido por haber dirigido la Orquesta Sinfónica de San Francisco en el famoso concierto de Metallica que se grabó como DVD, S&M (Symphony and Metallica).

## Carrera
Nacido en la ciudad de Nueva York, estudió en The New York High School of Music & Art donde comenzó a aprender a tocar el oboe. En esta escuela conoce a Mark Snow, con quien decide formar una banda de rock psicodélico a la que llaman The New York Rock & Roll Ensemble, con esta banda comienza a componer por primera vez. Una vez graduado de la escuela secundaria, decide entrar a Juilliard's School for Music Dance and Drama donde estudia composición musical de manera formal. Con The New York Rock & Roll Ensemble lanza 5 álbumes de estudio, y después de 7 años juntos, la banda se disuelve. Para ese entonces Kamen ya comenzaba a ser una figura reconocida en el ambiente musical como arreglista y compositor.
Kamen más tarde es contratado para escribir una partitura para el Harkness Ballet, la primera de ocho partituras que haría para varias compañías de ballet. Casualmente, el músico David Bowie, que había asistido al estreno del ballet, quedó impresionado con el trabajo de Kamen y le pidió que fuera el director musical de la gira “Diamond Dog”, una de las primeras giras de rock teatrales. De este modo Kamen comenzaría a trabajar con varios artistas de la escena rock.
En 1976 debuta como compositor de banda sonora, haciendo la música de la película The Next Man (estelarizada por Sean Connery), lo cual rápidamente le dio fama como compositor y arreglista en la industria del cine. Kamen también comienza a colaborar con grupos de rock como arreglista. En 1979 trabaja como arreglista para Pink Floyd en su famoso álbum The Wall. En los años ochenta, Kamen trabaja como compositor y arreglista en películas como The Dead Zone (1983), Brazil (1985), Mona Lisa (1986), Highlander (1986), Lethal Weapon (1987), 007: Licencia para Matar (1989). Además también colabora con artistas y bandas como Aerosmith, David Bowie, Eric Clapton, Eurythmics, Queen, Sting, entre otros.
Entrando en la década de 1990, Kamen compone una de sus más aclamadas bandas sonoras para la película Robin Hood: príncipe de los ladrones de 1991. Para la película también coescribe la canción Everything I Do, I Do It for You, que interpreta el cantante Bryan Adams, por la que gana su primer premio Grammy y estuvo nominado al Óscar y al Globo de Oro. Por esta película, Kamen también recibe el Grammy por Mejor interpretación instrumental pop.
Durante los años 90 colabora con los músicos Bon Jovi, Tom Petty, Bryan Ferry y Kate Bush. En 1999 colabora con la banda de thrash metal, Metallica, dirigiendo a la Orquesta Sinfónica de San Francisco para el álbum en directo titulado S&M. Para este evento, el mismo Kamen hizo los arreglos orquestales de las canciones. Este álbum le valdría otro premio Grammy a Mejor Interpretación Instrumental de Rock, por el tema  The Call of Ktulu, junto a Metallica y la Orquesta Sinfónica de San Francisco.
En 1996, Kamen cofunda junto con el actor Richard Dreyfuss y el director Stephen Herek, la fundación Mr. Holland's Opus. Una organización sin fines de lucro que aboga por mantener clases de música en las escuelas y proveer acceso a educación musical para probar que el estudio de la música en los jóvenes trae efectos positivos en la etapa de aprendizaje.
En enero de 2000, la Orquesta Sinfónica Nacional de Estados Unidos estrenó The New Moon in the Old Moon's Arms. Una sinfonía escrita por Michael Kamen, inspirada en las tribus Anasazi, desaparecidas del suroeste de Estados Unidos.

## Vida privada

### Problemas de Salud
En 1996 a Kamen se le diagnostica esclerosis múltiple. Kamen decidió no revelar públicamente su enfermedad hasta septiembre del mismo año, cuando recibió el premio Dorothy Corwin Spirit of Life en un evento de recaudación de fondos de la Sociedad Nacional de Esclerosis Múltiple. La progresión de la enfermedad lo obligó a trabajar cada vez más rápido y a dedicar más tiempo a proyectos con los que se sentía más conectado emocionalmente.
El 18 de noviembre de 2003 fallece de manera instantánea por un ataque al corazón.

## Filmografía
- 1976: Rodin mis en vie (Cortometraje)
- 1976: The Next Man
- 1976: Liza's Pioneer Diary (largometraje de TV)
- 1977: Between the Lines
- 1977: Stunts
- 1979: Boardwalk
- 1980: S+H+E: Security Hazards Expert
- 1981: Polyester, de John Waters
- 1981: Venom
- 1982: Pink Floyd – The Wall
- 1983: Angelo My Love
- 1983: The Dead Zone
- 1985: Brazil
- 1985: Edge of Darkness (miniserie de TV)
- 1986: Rita, Sue and Bob Too
- 1986: Los inmortales
- 1986: Historias asombrosas (episodio “Mirror, Mirror”)
- 1986: Mona Lisa
- 1986: Shanghai Surprise
- 1986: Shoot for the Sun (Largometraje TV)
- 1987: Lethal Weapon
- 1987: Adventures in Babysitting
- 1987: Someone to Watch Over Me
- 1987: Sospechoso, de Peter Yates
- 1988: Action Jackson
- 1988: For Queen and Country
- 1988: Die Hard
- 1988: Homeboy
- 1988: The Raggedy Rawney
- 1988: Las aventuras del barón Munchausen
- 1989: Rooftops
- 1989: Dead Bang
- 1989: Crusoe
- 1989: Road House
- 1989: Renegados, de Jack Sholder
- 1989: 007 licencia para matar
- 1989: Lethal Weapon 2
- 1990: Cold Dog Soup
- 1990: The Krays
- 1990: Die Hard 2
- 1991: Two-Fisted Tales (TV, episodio "Showdown")
- 1991: Nothing but Trouble
- 1991: Hudson Hawk
- 1991: Robin Hood: príncipe de los ladrones
- 1991: Company Business
- 1991: El último boy scout
- 1992: Shining Through
- 1992: Lethal Weapon 3
- 1992: Cuentos de la cripta (2 episodios)
- 1992: Blue Ice
- 1993: Splitting Heirs
- 1993: El último gran héroe
- 1993: Wilder Napalm
- 1993: Cuentos de la cripta (2 episodios)
- 1993: Los tres mosqueteros
- 1995: Círculo de amigos
- 1995: Don Juan DeMarco
- 1995: Die Hard with a Vengeance
- 1995: Stonewall
- 1995: Mr. Holland's Opus
- 1996: Jack
- 1996: 101 dálmatas
- 1997: Inventing the Abbotts
- 1997: The Heart Surgeon (largometraje TV)
- 1997: Remember me?
- 1997: Event Horizon
- 1997: The Winter Guest
- 1998: Lethal Weapon 4
- 1998: Jerry Seinfeld: I'm telling you for the last time (Video)
- 1998: Mas allá de los sueños (What Dreams May Come)
- 1999: El gigante de hierro
- 2000: Frequency
- 2000: X-Men
- 2001: Mr. Dreyfuss Goes to Washington (Documental)
- 2001: Band of Brothers (Serie de televisión)
- 2003: Open Range
- 2004: Against the Ropes
- 2004: Back to Gaya
- 2004: First Daughter

## Discografía

### Con New York Rock & Roll Ensemble
- 1968: The New York Rock & Roll Ensemble
- 1969: Faithful Friends
- 1970: Reflections
- 1971: Roll Over
- 1972: Freedomburger

### Como solista
- 1973: New York Rock
- 1990: Concerto For Saxophone (Con David Sanborn)
- 1998: Guitar Concerto  (Con Tomoyasu Hotei)
- 2000: The New Moon In The Old Moon's Arms

### Colaboraciones con Bandas/Artistas
- 1979: The Wall (de Pink Floyd)
- 1991: 24 Nights (de Eric Clapton)
- 1997: Live in Hyde Park (de Eric Clapton)
- 1999: S&M (Symphony and Metallica) (de Metallica)

## Premios y reconocimientos
Premios Globo de Oro
| Año  | Categoría              | Canción                               | Película                             | Resultado |
| ---- | ---------------------- | ------------------------------------- | ------------------------------------ | --------- |
| 1991 | Mejor Banda Sonora     | --                                    | Robin Hood: príncipe de los ladrones | Nominado  |
| 1991 | Mejor Canción Original | «(Everything I Do) I Do It For You»   | Robin Hood: príncipe de los ladrones | Nominado  |
| 1995 | Mejor Banda Sonora     | --                                    | Don Juan DeMarco                     | Nominado  |
| 1995 | Mejor Canción Original | «Have You Ever Really Loved a Woman?» | Don Juan DeMarco                     | Nominado  |

Premios Óscar
| Año  | Categoría              | Canción                               | Película                             | Resultado |
| ---- | ---------------------- | ------------------------------------- | ------------------------------------ | --------- |
| 1992 | Mejor canción original | «(Everything I Do) I Do It For You»   | Robin Hood: príncipe de los ladrones | Nominado  |
| 1996 | Mejor canción original | «Have You Ever Really Loved a Woman?» | Don Juan DeMarco                     | Nominado  |

Premios Grammy
| Año  | Categoría                                                                | Canción                               | Película / Álbum (Artista)           | Resultado |
| ---- | ------------------------------------------------------------------------ | ------------------------------------- | ------------------------------------ | --------- |
| 1992 | Mejor Canción Escrita para Cine o Televisión                             | «(Everything I Do) I Do It For You»   | Robin Hood: príncipe de los ladrones | Ganador   |
| 1992 | Mejor Interpretación Instrumental Pop                                    | --                                    | Robin Hood: príncipe de los ladrones | Ganador   |
| 1992 | Mejor Arreglo Instrumental                                               | «Maid Marian»                         | Robin Hood: príncipe de los ladrones | Nominado  |
| 1992 | Mejor Composición Instrumental (Banda Sonora) para Película o Televisión | --                                    | Robin Hood: príncipe de los ladrones | Nominado  |
| 1992 | Mejor Canción del Año                                                    | «(Everything I Do) I Do It For You»   | Robin Hood: príncipe de los ladrones | Nominado  |
| 1993 | Mejor Canción Escrita para Cine o Televisión                             | «It's Probably Me»                    | Lethal Weapon 3                      | Nominado  |
| 1996 | Mejor Canción Escrita para Cine o Televisión                             | «Have You Ever Really Loved a Woman?» | Don Juan DeMarco                     | Nominado  |
| 1997 | Mejor Arreglo Instrumental                                               | «An American Symphony»                | Mr. Holland's Opus                   | Ganador   |
| 2001 | Mejor Interpretación Instrumental de Rock                                | «The Call of Ktulu»                   | S&M (Metallica)                      | Ganador   |